# Scognamiglio (cognome)
Scognamiglio è un cognome di lingua italiana.

## Varianti
Scogna, Scognamillo.

## Origine
Il cognome deriva dall'unione del verbo scognare (nella sua forma dialettale campana "scugnà"), ovvero "trebbiare", e dal complemento oggetto "miglio", ovvero l'omonimo cereale. È un antico soprannome che si riferisce all'attività di trebbiatore di cereali, generalmente svolta dal capostipite della famiglia, e si riferisce al mestiere tipico dei contadini che dovevano appunto "scognare" (cioè selezionare, pulire) il miglio da dare in pasto agli animali.
Semanticamente analogo a Scognamiglio è il meno diffuso cognome ligure Pittamiglio, che letteralmente significa "beccare il miglio", nell'accezione di "rubare il miglio".

## Diffusione
Il cognome Scognamiglio, tipicamente campano, è diffuso in 475 comuni italiani, in particolare della zona orientale di Napoli e dei comuni a sud, come Portici, Ercolano, San Giorgio a Cremano e Torre del Greco. Più del 76% degli italiani con questo cognome vive in Campania, dov'è al 27º posto per diffusione, e nello specifico più del 5% si trova nell'hinterland napoletano, dove risulta essere l'11º cognome più diffuso (1710 persone circa), in particolare nei comuni di Portici ed Ercolano, dov'è rispettivamente al 1º e al 2º posto per diffusione. La seconda provincia in cui è più diffuso è quella di Caserta, situandosi al 237º posto (108 persone circa).
In Italia 2579 nuclei familiari hanno questo cognome, per un totale di 4 052 persone, facendolo risultare il 364º più diffuso nel paese. È distribuito per il 78,9% nel sud e nelle isole, per il 12,3% al nord e per l'8,8% al centro.
I ceppi più consistenti, al di fuori della Campania, sono situati in Lazio, Lombardia, Piemonte, Emilia-Romagna, Toscana, Veneto, Liguria e Sardegna. In Sicilia è presente nel messinese (Messina, Montalbano Elicona, Gioiosa Marea), nel palermitano (Palermo, Termini Imerese), nel catanese (Catania, Paternò), nel trapanese (Castellammare del Golfo), nell'agrigentino (Sciacca) e nel nisseno (Gela).
La variante più diffusa è Scognamillo, presente in 101 comuni la maggior parte dei quali situata nel territorio partenopeo; mentre la variante più rara è Scogna, presente in soli 12 comuni di cui nessuno nel territorio del napoletano.

## Persone
- Carlo Scognamiglio (1944) – Presidente del Senato, Ministro della Difesa, Senatore, economista, docente universitario e velista italiano
- Francesco Scognamiglio (1975) – stilista italiano
- Gennaro Scognamiglio (1987) – calciatore italiano
- Renato Scognamiglio (1922-2020) – giurista italiano

### Scognamillo
- Achille Scognamillo (1921-2006) – attore italiano
- Giovanni Scognamillo (1929-2016) – giornalista, scrittore e attore turco
- Gabriel Scognamillo (1906-1974) – scenografo italiano

### Scogna
- Flavio Emilio Scogna (1956) – compositore e direttore d'orchestra italiano